# Wickhams
Wickhams was een warenhuis aan de noordkant van de Mile End Road in het Londense East End. Het warenhuis sloot in de jaren 1960.

## Geschiedenis
De familie Wickham dreef oorspronkelijk een textielhandel aan 69, 71 en 73 Mile End Road. Op huisnummer 75 was het familiebedrijf van klokkenmakers en juweliers Spiegelhalter gevestigd. Met het aanhoudende succes van Wickham werd rond 1892 een overeenkomst gesloten met Spiegelhalters om van huisnummer 75 naar 81 Mile End Road te verhuizen, zodat de Wickhams uit konden breiden naar huisnummer 75.
35 jaar later had de familie Wickham het hele blok gekocht behalve de iwinkel van Spiegelhalters op huisnummer 81. Wickham plande een ingrijpende verbouwing van hun winkel. Ze probeerden het pand van Spiegelhalter te kopen, maar er kon geen wederzijds aanvaardbare prijs worden overeengekomen, waardoor de winkel een zogenaamd  Nagelhuis werd. De weigering van de Spiegelhalters om te verhuizen leidde tot een situatie waarin de nieuwe winkel rondom het pand van Spiegelhalters werd gebouwd. 

## Gebouw
De twee delen van het Wickhams-gebouw maken deel uit van een groter ontwerp, vooruitlopend op de uiteindelijke aankoop van de winkel van Spiegelhalters en de integratie ervan in het geheel. Het gebouw was oorspronkelijk ontworpen om het warenhuis Selfridges in Oxford Street te overtreffen, met een voorkant met zuilen maar met een centrale toren en klok die Selfridges niet had. 

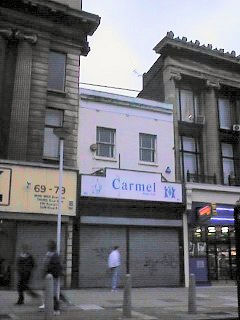
Een close-up van de oude Spiegelhalter-winkel in juli 2005

Het contract voor de bouw van de stenen gevel was getekend voordat duidelijk werd dat Spiegelhalter niet zou verkopen. De oplossing was om de rechtervleugel iets naar rechts te verplaatsen met de breedte van het pand van Spiegelhalter. Hierdoor lijken de twee zijvleugels erg op elkaar.  Als het gebouw van Spiegelhalters alsnog erbij getrokken kon worden, zou het centrale deel met de toren niet in het midden hebben gestaan. Aan de linkerzijde van het middendeel zouden dan zeven raampartijen zijn en aan de rechterzijde negen raampartijen in het voltooide gebouw.
Zoals op de foto's te zien is, is de gevel van het gebouw compleet tot aan de grens aan weerszijden van de juweliers, waarbij zelfs de kolom direct rechts van de juweliers een vlakke kant heeft, wachtend om voltooid te worden zodra het pand van Spiegelhalter was gekocht.

## Latere geschiedenis
Het oorspronkelijke, grootse ontwerp voor Wickhams zou nooit gerealiseerd worden. Het warenhuis was in 1951 eigendom van Great Universal Stores, maar werd in de jaren 1960 gesloten.  De familie Spiegelhalter (die hun naam in 1919 wijzigde in Salter) sloot haar winkel aan 81 Mile End Road uiteindelijk in 1982. Het werd verkocht en werd een slijterij. In 2014 was de Spiegelhalter-winkel vervallen en dakloos. In 2019 werd de winkel, samen met het Wickhams-gebouw, gerenoveerd, met nog steeds de onderbreking in de voorgevel.
Vanaf september 2021 is het gebouw heropend als het "Dept W" -gebouw van Queen Mary University of London. De ingang is via het Spiegelhalter-gebouw, waarvan alleen de gevel behouden is gebleven.